# Konstmaetschappij
La Konstmaetschappije era un'associazione di artisti fondata ad Anversa nel novembre 1788 .
Sin dalla fondazione ne fecero parte molti artisti tra cui Balthasar e Maria Jacoba Ommeganck, Hendrik de Cort, Pieter Faes, Miss Herry, Jan Jozef Horemans il Giovane, Hendrik Arnold Myin, Frans Balthazar Solvyns, Matthias Van Bree, Ferdinando Verhoeven e Marten Waefelaerts.
Gli associati si riunivano settimanalmente, per un primo periodo presso la locanda Stad Oostende, quindi al De gulden Poort la cui sala riunioni privata fu decorata con opere degli stessi membri dell'associazione. Il motto dell'associazione era Tot Nut, Baet en Dienst e scopo principale quello di organizzazione feste, piccole mostre private e mostre pubbliche annuali. 
La prima esposizione pubblica del Konstmaetschappij avvenne nel 1789 nel salone della Gilda.
Dal 1794 al 1811 le attività dell'associazione furono praticamente azzerate a seguito dell'occupazione francese. Riprese la piena attività nel febbraio 1811 grazie all'impulso di Balthasar  Ommeganck, cambiando il nome in Genootschap ter aanmoediging der Schoone Kunsten (Società per l'incoraggiamento delle Belle Arti).